# Gérouville
Gérouville (Waals: Djerouveye) is een plaats in de Belgische provincie Luxemburg en  sinds de gemeentelijke herindeling van 1977 in het arrondissement Virton een deelgemeente van Meix-devant-Virton.
Bij dit plaatsje ontspringt de Thonne.

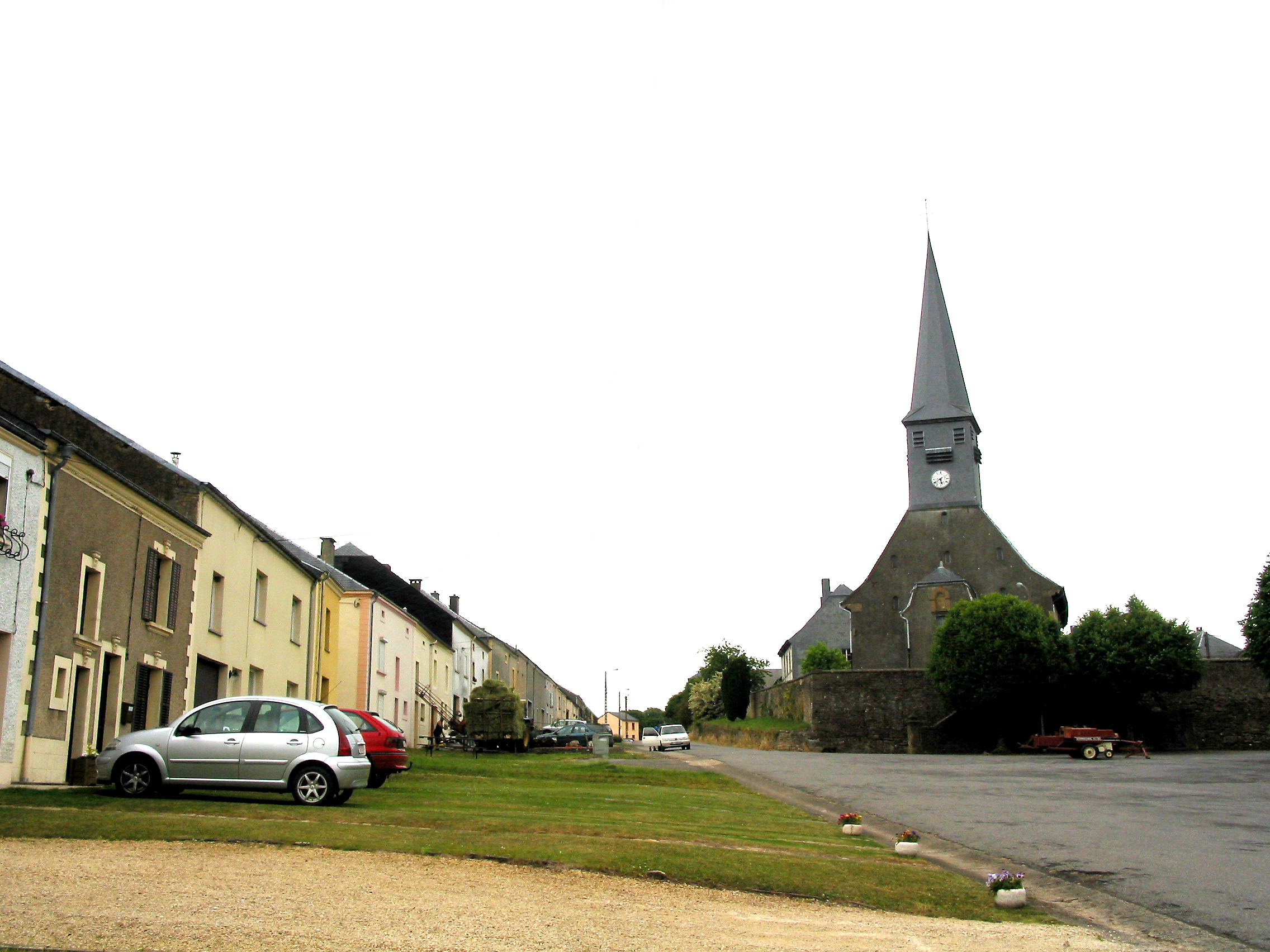
De kerk van Gérouville

## Demografische ontwikkeling
- Bronnen:NIS, Opm:1831 tot en met 1970=volkstellingen